# Kazuko Yoshiyuki
Kazuko Yoshiyuki (吉行和子, Yoshiyuki Kazuko), née le 9 août 1935 à Tokyo, est une actrice japonaise.

## Biographie
Kazuko Yoshiyuki est la fille aînée de l'écrivain Eisuke Yoshiyuki et de Aguri. Son frère aîné est le romancier Junnosuke Yoshiyuki et sa sœur la poétesse Rie Yoshiyuki. Souffrant d'asthme à l'âge de 2 ans, elle est envoyée chez ses grands-parents à Okayama. Elle est diplômée du lycée de filles Joshigakuin en 1954,.
Elle commence sa carrière en tant que comédienne dans la troupe de théâtre Gekidan Mingei en 1955. Elle interprète alors le rôle de Sophie dans Un japonais appelé Otto de Junji Kinoshita en 1966. Elle interprète aussi Anne Frank en 1977. Son premier rôle au cinéma date de 1955 et elle a joué depuis un peu plus de 60 films cinéma et télévision. Elle a gagné un prix pour la pièce de théâtre Le Goût du miel en 1974,.

## Filmographie partielle
- 1959 : Saijo katagi (才女気質?) de Kō Nakahira
- 1959 : Mon deuxième frère (にあんちゃん, Nianchan?) de Shōhei Imamura : Kanako Hori
- 1961 : Lui et moi (あいつと私, Aitsu to watashi?) de Kō Nakahira
- 1970 : La Légende de Zatoïchi : Le Shogun de l'ombre (座頭市あばれ火祭り, Zatōichi abare-himatsuri?) de Kenji Misumi
- 1978 : L'Empire de la passion (愛の亡霊, Ai no bōrei?) de Nagisa Ōshima : Seki
- 1980 : Chichi yo haha yo! (父よ母よ！?) de Keisuke Kinoshita
- 1991 : Futari (ふたり?) de Nobuhiko Ōbayashi : la mère de Mariko
- 2006 : Wool 100% (ウール100％?) de Mai Tominaga : Kame
- 2007 : Maiko Haaaan!!! (舞妓Haaaan!!!, Maiko Haaaan!!!?) de Nobuo Mizuta (ja) : Satsuki
- 2008 : Cyborg Girl (僕の彼女はサイボーグ, Boku no kanojo wa saibōgu?) de Kwak Jae-yong : la grand-mère de Jiro
- 2008 : Departures (おくりびと, Okuribito?) de Yōjirō Takita : Tsuyako Yamashita, une propriétaire de sentō
- 2008 : 20th Century Boys (20世紀少年, Nijūseiki shōnen?) de Yukihiko Tsutsumi : mère de Moroboshi
- 2013 : Tokyo kazoku (東京家族, Tōkyō kazoku?) de Yōji Yamada : Tomiko Hirayama
- 2017 : Ajin : Semi-humain (亜人, Ajin?) de Katsuyuki Motohiro

## Doublage
- 2008 : Ponyo sur la falaise (崖の上のポニョ, Gake no ue no Ponyo?) de Hayao Miyazaki : Toki (voix)
- 2014 : Souvenirs de Marnie (思い出のマーニー, Omoide no Mānī?) de Hiromasa Yonebayashi : Nanny (voix)

## Distinctions
Sauf indication contraire, les informations mentionnées dans cette section peuvent être confirmées par la base de données cinématographiques IMDb,  présente dans la section « Liens externes ».

### Récompenses
- 1960 : prix Mainichi de la meilleure actrice dans un second rôle pour Mon deuxième frère et Saijo katagi[3]
- 2003 : Prix Kinuyo Tanaka[4],[5]

### Sélections
- 1979 : prix de la meilleure actrice et de la meilleure actrice dans un second rôle pour L'Empire de la passion aux Japan Academy Prize[6]
- 2013 : prix Blue Ribbon de la meilleure actrice
- 2014 : prix de la meilleure actrice pour Tokyo kazoku aux Japan Academy Prize[7]